# Кравцово (Костанайская область)
Кравцово (каз. Кравцово) — село в Фёдоровском районе Костанайской области Казахстана. Входит в состав Пешковского сельского округа. Код КАТО — 396859500.
Малая родина Героя Советского Союза Г. М. Кравцова.

## Топоним
Переименован в честь уроженца села, Героя Советского Союза Г. М. Кравцова.
Прежнее название — Старожиловка, Старожиловский.

## География
ул. Абая Кунанбаева, ул. Алии Молдагуловой, ул. Кравцова (в честь именитого земляка), ул. Придорожная, ул. Чокан Валиханов.

## Население
В 1999 году население села составляло 387 человек (178 мужчин и 209 женщин). По данным переписи 2009 года, в селе проживало 280 человек (135 мужчин и 145 женщин). По данным переписи 2021 года, в селе проживало 265 человек (130 мужчин и 135 женщин).

## Известные уроженцы, жители
- Кравцов, Григорий Михайлович (1914—1945) — Герой Советского Союза.

## Инфраструктура
Личное подсобное хозяйство с зоной сельскохозяйственного использования, индивидуальная застройка усадебного типа.
КГУ школа № 1 имени Ахмета Байтурсынова. Поликлиника села Кравцова